# 2011년 12월 자발알자위야 학살
2011년 12월 자발알자위야 학살은 2011년 12월 19일에서 20일 사이 시리아 군사봉기 기간 시리아 이들리브주에서 시리아 정부군과 반정부군 간 군사 충돌이 이어지는 동안 발생한 학살 사건이다. 인권단체 및 반정부 활동가는 2011년 12월 19일에서 20일 사이 시리아 보안군이 이들리브주 서북부의 언덕과 마을에서 약 200명을 살해했다고 주장했다. 시리아 국영 언론은 테러리스트 1명이 사망하고 여러 명이 부상을 입었다고 보도했다.
이 사건은 12월 19일 수백 명의 시리아 군인이 대규모로 탈영한 후 일어났으며 이 중 70명이 정부군 충성파에게 살해당했다. 12월 20일에는 전차 지원을 받은 정부군이 탈출에 성공한 탈영병을 사냥하기 위한 작전을 시작했다고 보도되었다.

## 전개
12월 19일, 자유 시리아군(FSA)은 새로운 탈영병이 이들리브주의 칸사프라와 카프르오웨이드 마을 사이에 있는 자신의 진지와 기지를 버리러 시도하면서 많은 인명 피해가 발생했다고 발표했다. 반정부 운동가 단체, 특히 시리아인권관측소(SOHR)는 탈영을 시도하는 동안 총에 맞아 탈영병 72명이 사망했다고 말했다. 시리아 육군은 충돌로 3명이 사망했다. 다음 날 SOHR는 탈영병 100여명이 살해당하거나 부상을 입었다고 발표했다. 또한 같은 날 SOHR은 전날 정부 보안군에게 사망한 이들리브주의 민간인 수를 37명에서 111명으로 늘렸다. 이를 "학살"이라고 칭했다.
이들리브의 반정부 운동가인 알라 엘 딘 알 유세프는 이들리브와 자발알자위야 지역의 정부군 공격을 학살이라고 묘사했다. 그는 "시민은 100여명을 죽인 보안군에게 포위당했다. 죽은 시신이 거리와 모스크에 버려졌고 우리는 이들을 매장할 수 없다"고 말했다. 또한 "사망자 중 더러는 신원을 확인할 수 없는 상태이다. 일부는 불에 타 죽었고 일부는 손이 묶인 채 참수당했다. 우리는 이 지역이 다시 한 번 습격당할지도 모른다는 사실이 두렵다"고 인터뷰했다. 이 주장은 독립적으로 확인이 어려운 상태이다.
충돌은 다음 날까지 이어졌으며 레바논의 인권 운동가 위삼 타리프가 작성한 보고서에 따르면 사망자 수가 더 늘어나 군대가 처음에 탈영한 군인과 민간인을 추적하면서 이틀 째에만 탈영병 163명, 정부군 97명, 민간인 9명이 사망했다고 밝혔다. 12월 21일에는 자유 시리아군이 일부 도시와 마을을 포함한 이들리브 광범위한 지역을 점령했다고 발표했다.